# Megan Washington
Megan Alexanda Washington (Puerto Moresby, 7 de enero de 1986) es una música y compositora australiana que ha trabajado monónimamente como Washington. Originalmente interpretaba música de jazz, su estilo cambió hacia el pop indie y el rock alternativo. Ha lanzado cuatro álbumes de estudio, I Believe You Liar (julio de 2010), There There (septiembre de 2014), Batflowers (agosto de 2020) y Hot Fuss (2022). Tanto I Believe You Liar como There There alcanzaron el top 5 en el ARIA Albums Chart y Batflowers alcanzó su punto máximo entre los 25 primeros.
Su música fue descrita en I-D Vice como "pop cargado de sintetizadores".